# Jean-Michel Defaye
Pour les articles homonymes, voir Defaye.
Jean-Michel Defaye, né le 18 septembre 1932 à Saint-Mandé (Seine) et mort le 1er janvier 2025 à Porto-Vecchio,, est un compositeur, un arrangeur et un chef d'orchestre français.

## Biographie
À dix ans, Jean-Michel Defaye entre au Conservatoire de Paris et complète sa pratique musicale en approfondissant la théorie, le jeu du piano et la composition dans la classe de Nadia Boulanger. En 1952, il est récompensé d'un Second Grand prix de Rome. Il obtint à la même époque deux prix internationaux de composition : le Prix de la Fondation Lili Boulanger à Harvard et le Second Prix de la Reine Elisabeth de Belgique.
En 1957, il rencontre Léo Ferré et joue du piano dans son album Les Fleurs du mal. Il devient un collaborateur privilégié de Ferré à partir de 1960. Il l'accompagne sur scène avec d'autres musiciens et des choristes en 1961 (album Récital Léo Ferré à l'Alhambra).
On lui doit la quasi-totalité des arrangements studio de Ferré de 1960 à 1970 (soit plus de 150 chansons, dont le célèbre Avec le temps), des arrangements pour le trompettiste classique français Maurice André (sur des albums tels que Trumpet Voluntary 'prince Of Denmark's March' ou Trompettissimo), et de façon moins suivie des arrangements pour Juliette Gréco, Catherine Sauvage, Les Frères Jacques, Guy Béart, Ricet Barrier, Isabelle Aubret, Maya Casabianca, mais aussi Zizi Jeanmaire dans Mon truc en plumes, un des plus grands succès de l’histoire du music-hall. Il compose en 1963 la bande originale du  film Pouic-Pouic de Jean Girault. Enfin, il est le compositeur des chansons dans les séries télévisées d'animation Bonne nuit les petits et Colargol.
En août 2006, il participe à la reconstitution du Big Band de l'Olympia (vingt-cinq musiciens), lors du festival de Jazzaparc en Aveyron.

## Discographie
- 1961 : Les Aventures Du Petit Ours Colargol (Philips)
- 1962 : Dancing and Dreaming (Philips)
- 1962 : Bonne nuit les petits (Philips)
- 1963 : Pinocchio (Philips)
- 1976 : Maurice André & l'Octuor de cuivres de Paris jouent Defaye & Delerue : Performance & Cérémonial (Erato)
- 2015 : Les Trombonistes “Antoine Courtois, Paris” jouent Jean-Michel Defaye (Ligia)

## Œuvres classiques
- Suite Marine
- Morceau de Concours I (SG 1-2)
- Morceau de Concours II (SG 3-4)
- Morceau de Concours III (SG 5)
- Deux Danses, pour trombone et piano (1954)
- Quatre pièces, pour quatuor de trombones (1954)
- Mouvement, pour trombone et piano (1972)
- Fluctuations, pour trombone solo, 6 trombones & 2 percussions (1987)
- À la manière de Bach, pour trombone et piano (1990)
- Suite entomologique, pour trombone et piano (1992)
- Œuvre de concours I, pour trombone et piano (1993)
- Œuvre de concours II, pour trombone et piano (1993)
- Œuvre de concours III, pour trombone et piano (1993)
- À la manière de Schumann, pour trombone et piano (2000)
- À la manière de Debussy, pour trombone et piano (2001)
- À la manière de Vivaldi, pour trombone et piano (2002)
- À la manière de Stravinsky, pour trombone et piano (2005)

## Compositeur de musique de film
- 1960 : Soleils de Carlos Vilardebo (court métrage)
- 1963 : Les Veinards de Jack Pinoteau, Philippe de Broca et Jean Girault (film à sketchs)
- 1963 : Pouic-Pouic de Jean Girault
- 1964 : Jaloux comme un tigre de Darry Cowl
- 1965 : Le Bonheur d'Agnès Varda
- 1965 : Fifi la plume d'Albert Lamorisse
- 1968 : Ces messieurs de la famille de Raoul André
- 1969 : Le Bourgeois gentil mec de Raoul André